# Gesellschaft für Recht und Politik im Gesundheitswesen
Die Gesellschaft für Recht und Politik im Gesundheitswesen (GRPG) ist ein gemeinnütziger Verein, der 1994 gegründet wurde und den interdisziplinären Austausch und die wissenschaftliche Auseinandersetzung auf den Gebieten der Gesundheitsversorgung, des Sozialrechts und der Sozialpolitik in Deutschland zum Ziel hat.

## Ziele
Die GRPG will zur Weiterentwicklung des Gesundheitswesens beitragen und führt dazu den in der GRPG versammelten Sachverstand interdisziplinär zusammen. Ziel ist es, an der Meinungsbildung im Gesundheitswesen mitzuwirken. Dem Präsidium der GRPG gehören Vertreter der Ärzte, Zahnärzte, Apotheker, Vertreter aus den Fachberufen im Gesundheitswesen sowie Medizinjuristen an. Vertreten sind auch die Hersteller von Arzneimitteln und Medizinprodukten, Vertreter der Krankenkassen und privaten Krankenversicherungen, der Medien, der Gesundheitspolitik und Gesundheitsökonomie sowie Patienten und Verbraucher.

## Aufgaben
Die GRPG veranstaltet regelmäßig Symposien und Seminare zu gesundheitspolitischen und gesundheitsrechtlichen Fragen. In interdisziplinär besetzten Arbeitsgruppen werden aktuelle Fragen aus den unterschiedlichsten Blickwinkeln diskutiert. Der wissenschaftliche Nachwuchs wird durch Vergabe eines Wissenschaftspreises gefördert.

## Organe
Organe der Gesellschaft sind die Mitgliederversammlung, das Präsidium und das geschäftsführende Präsidium, das zugleich Vorstand im Sinne des Vereinsrechtes ist. Generalsekretärin ist Susanne Moser.

## Ehrenpräsident
Ehrenpräsident der GRPG ist der Gründer der Gesellschaft Alexander P. F. Ehlers, der von 1994 bis 2015 die Gesellschaft leitete.

## Präsidium
Das Präsidium der GRPG besteht aus dem Präsidenten Volker Ulrich und den Vizepräsidenten Georg Marckmann, Jochen Taupitz und Eberhard Wille. Weitere Präsidiumsmitglieder sind Generalsekretärin Susanne Moser, Schriftführerin Bettina Brennecke, Schatzmeister Gerhard Schulte sowie der Pressesprecher Jürgen Stoschek.

## Publikationen
- Gesellschaft für Recht und Politik im Gesundheitswesen (Hrsg.): Fairneß, Effizienz und Qualität in der Gesundheitsversorgung: Was kann der Risikostrukturausgleich dazu leisten? Springer-Verlag, 2013, ISBN 978-3-642-58772-6 (Google Books).
- Dieter Barth: Mediziner-Marketing: Vom Werbeverbot zur Patienteninformation: Eine rechtsvergleichende und interdisziplinäre Studie zur Kommunikation zwischen Patienten und Ärzten. Hrsg.: Gesellschaft für Recht und Politik im Gesundheitswesen. Springer-Verlag, 2013, ISBN 978-3-642-58510-4 (Google Books).
- Die Ergebnisse von Symposien und der Arbeitsgruppen werden in der Verbandszeitschrift Recht und Politik im Gesundheitswesen RPG vierteljährlich publiziert.[4]